# Sapere (Zeitschrift)
|  | Dieser Artikel wurde aufgrund von inhaltlichen Mängeln auf der Qualitätssicherungsseite des Portals Medienwissenschaft eingetragen. Dies geschieht, um die Qualität der Artikel aus den Themengebieten Journalismus, Medien- und Kommunikationswissenschaften auf ein akzeptables Niveau zu bringen. Hilf mit, den Artikel zu verbessern, und beteilige dich an der Diskussion! |

Sapere ist ein italienisches Wissenschaftsjournal, das 1935 gegründet wurde.
Sapere ist die älteste Wissenschaftszeitschrift in Italien. Sie wurde 1935 gegründet. Der Herausgeber ist Editore Edizioni Dedalo und der Direktor ist seit 2014 der Chemiker Nicola Armaroli. Der Sitz der Redaktion (Galileo) ist in Rom und der Herausgeber sitzt in Bari (edizoni Dedalo) Viale L. Jacobini 5 Bari. Die Zeitschrift erscheint alle zwei Monate, wobei jede Ausgabe ein Fokusthema hat.